# کاری ژاپنی
کاری ژاپنی یا کاره (به ژاپنی: カレ, karē) نوعی غذای خورش مانند در آشپزی ژاپنی است که در آن از سس کاری استفاده می‌شود. کاره یکی از انواع یوشوکو یا غذاهای سبک غربی است که در دوره میجی توسط اتباع انگلیسی به ژاپن وارد شده‌است. به غیر از برنج، کاره همراه با نودل یا نان نیز صرف می‌شود. در حال حاضر در ژاپن کاره در کنار رامن یکی از غذاهای ملی ژاپن به‌شمار می‌آید و نزد مردم بسیار محبوب است. طبق نظرپرسی‌های انجام شده، در بین کودکان دبستانی ژاپن این غذا در صدر محبوبترین غذاها جای دارد.

## کاره‌رایس
در کاره‌رایس (به ژاپنی: カレーライス, karē raisu) کاره به همراه برنج خورده می‌شود و معمولاً در کنار آن قرار می‌گیرد.

## سس کاری
یک نوع سس است که از ترکیب سبزیجات، گوشت و مواد دیگر با پودر کاری به دست می‌آید. این سس به‌طور آماده نیز به فروش می‌رسد.

## نگارخانه

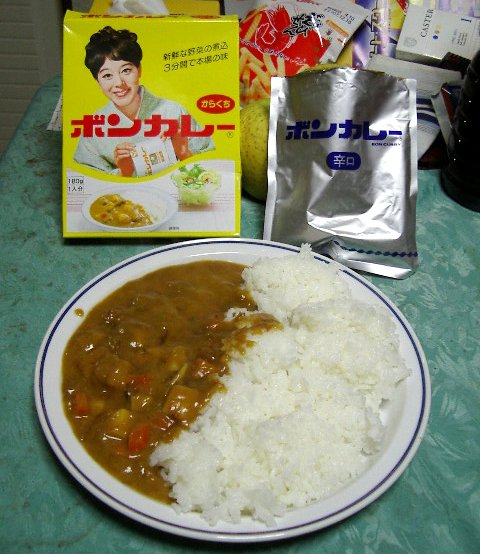
سس کاره برای فروش
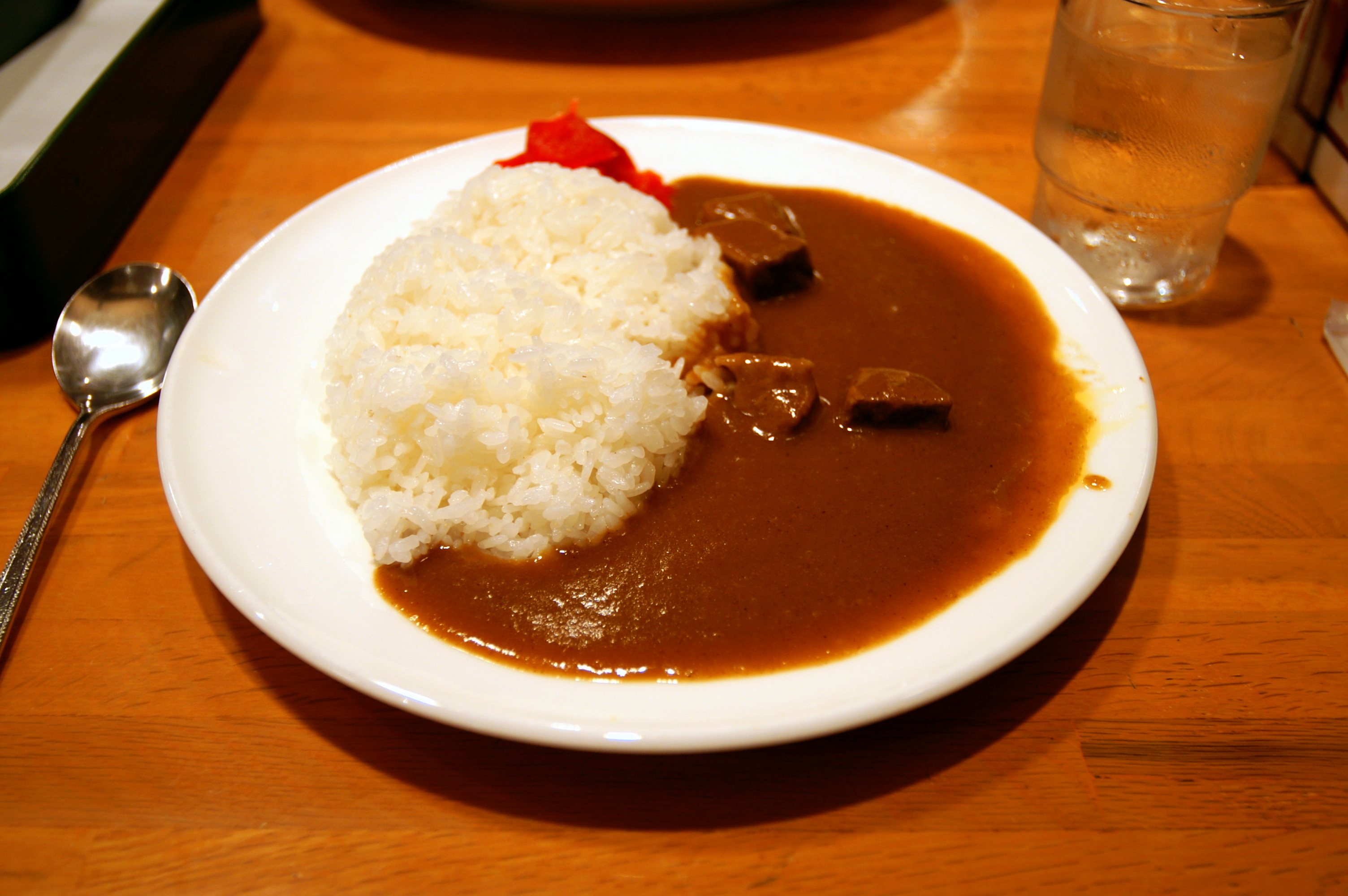
کاره رایس در کیوتو